# Vera C. Rubin-observatoriet

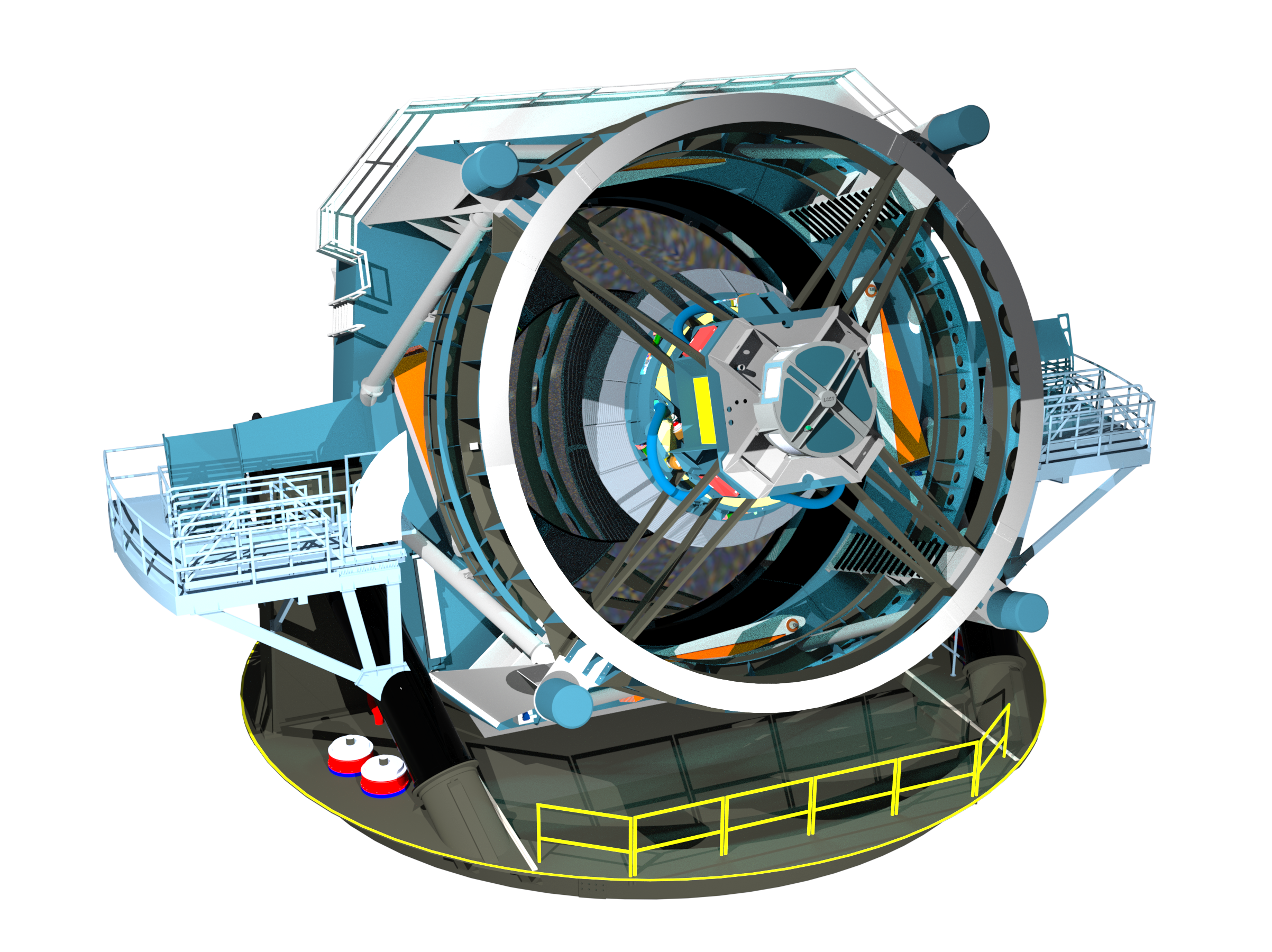

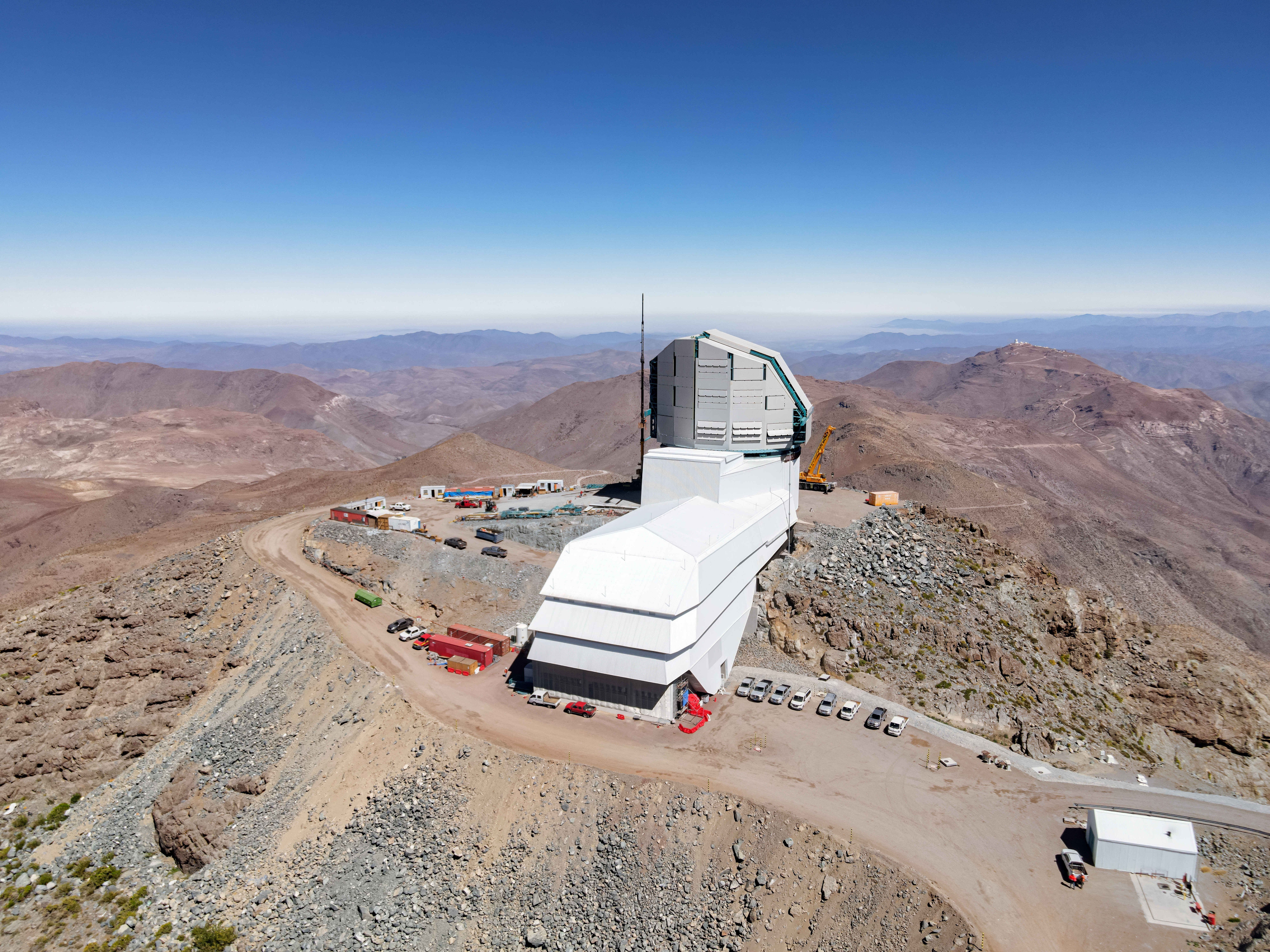
Vera C. Rubin-observatoriet

Vera C. Rubin-observatoriet är ett planerat spegelteleskop som kommer att fotografera hela den tillgängliga himlen med några få nätters mellanrum. Det uppförs på berget Cerro Pachón i mellersta Chile och är planerat att tas i bruk i juli 2023. I närheten finns två andra observatorier, Gemini och Southern Astrophysical Research Telescope. Rubin-observatoriet kallades tidigare Large Synoptic Survey Telescope (LSST) men fick ett nytt namn 2020 för att hedra astronomen Vera C. Rubin. Förkortningen LSST står i fortsättningen för ”The Legacy Survey of Space and Time”, ett tioårigt projekt för att kartlägga solsystemet och Vintergatan. Sammanlagt kommer cirka 60 petabytes data att samlas in.

## Syfte
Vera C. Rubin-observatoriet har skapats främst för att studera fyra frågor.
- Mörk energi och mörk materia.
- Kartlägga solsystemet i detalj.
- Kartlägga Vintergatan.
- Utforska kortvariga eller föränderliga fenomen.

Bakom projektet står National Science Foundation i USA och andra federala och privata organ.
Teleskopet kommer att fotografera hela den tillgängliga himlen med några få nätters mellanrum. Det blir på så vis möjligt att upptäcka både snabba förändringar (några dygn) och långsammare skeenden (ett tiotal år).

## Beskrivning
Rubin-observatoriet är beläget på en bergstopp i mellersta Chile, Cerro Pachón. Platsen valdes på grund av dess stabila atmosfäriska förhållanden och av logistiska skäl. Observatoriet kan sägas bestå av fyra samverkande system:
- Teleskopet har en primärspegel med en diameter av 8, 4 meter. Det har ett brett synfält, 9,62 kvadratgrader, drygt 40 gånger fullmånens yta.
- Kameran är världens hittills största digitalkamera, 1,65 x 3 meter, med 3 200 megapixlar.
- En mycket kraftfull dator som med artificiell intelligens analyserar observationsdata i realtid.
- Inom 60 sekunder efter att en bild tagits skickas automatiska meddelanden till astronomer och observatorier runt om i världen när AI-systemet upptäcker händelser som bör följas upp omgående.